# Raffinerie de Isla
La raffinerie de Isla est une raffinerie de pétrole située sur l'île de Curaçao, dans les petites Antilles. D'une capacité de raffinage de 335 000 barils par jour, elle est exploitée par la compagnie pétrolière vénézuélienne PDVSA. Elle fut construite pendant la Première Guerre mondiale par la Royal Dutch Shell pour raffiner le pétrole vénézuélien.

## Histoire
Au début du XXe siècle, du pétrole est découvert au Venezuela. La compagnie pétrolière Shell profite de la proximité de Curaçao, alors colonie néerlandaise, avec le Venezuela pour y implanter sa raffinerie. Celle-ci fut construite durant la Première Guerre mondiale.
Continuant son développement et profitant d'un accès à la mer favorable, la raffinerie emploie plus de 10 000 personnes au cours des années 1950-60.
Shell décidant de se retirer, un bail est conclu en 1985 entre le gouvernement et PDVSA, donnant droit à la compagnie vénézuélienne d'exploiter la raffinerie jusqu'en 2019.
L'avenir de la raffinerie reste indécis au-delà de cette date, de nombreux habitants et militants écologistes se plaignant de la pollution émise au milieu de la ville. Cependant la raffinerie représentant près de 10 % du PIB de l'île, sa fermeture aurait un impact économique non négligeable.